# Sander Terphuis

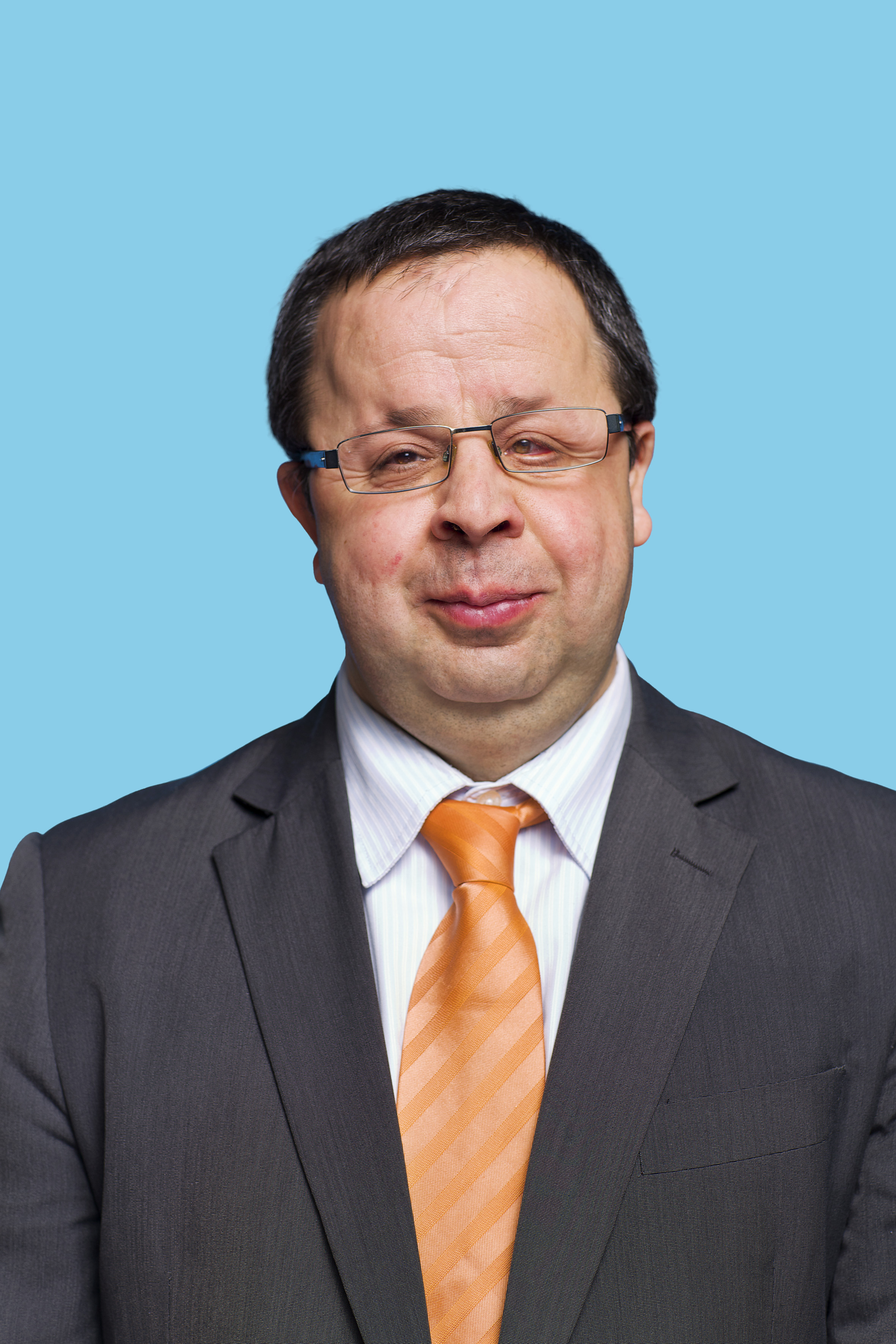
Sander Terphuis, 2014

Sander Terphuis (geboren als Ahmad Queleich Khany (Perzisch: احمد قلیچ خانی), Teheran, 1972) is een Nederlands-Iraanse vluchteling, jurist, voormalig professioneel worstelaar en een PvdA-lid. Terphuis is slechtziend, met een oog ziet hij 6%, met het andere 1%.

## Biografie
Terphuis werd in 1990 door Iran afgevaardigd voor de Wereldspelen voor gehandicapten in Assen. Hij vroeg politiek asiel aan, werd in 1995 genaturaliseerd en liet zijn Iraanse naam wijzigen in een Nederlandse. Hij koos voor de naam Terphuis omdat deze nog niet als achternaam bestond maar toch typisch Nederlands (Fries) klinkt. Terphuis studeerde rechten aan de Universiteit Utrecht en werd rechterlijk ambtenaar in opleiding, beleidsambtenaar bij de Directie Vreemdelingenbeleid van het Ministerie van Justitie en juridisch adviseur voor de Staatscommissie Grondwet bij het Ministerie van Binnenlandse Zaken en Koninkrijksrelaties. Verder was hij landelijk voorzitter van de Nederlandse Vereniging van Blinden en Slechtzienden (NVBS) en vicevoorzitter van Viziris, een organisatie voor de belangenbehartiging van blinden en slechtzienden. Voor de Tweede Kamerverkiezingen 2010 stond hij als 53e op de kandidatenlijst van de PvdA. Hij speelde in 2013 een belangrijke rol in de discussie over de strafbaarstelling van illegalen, die het kabinet-Rutte II wilde invoeren. In 2014 stond hij op de kandidatenlijst voor de Europese Parlementsverkiezingen. Sinds 2011 schrijft hij voor Joop.nl.